# Marmagne, Saône-et-Loire
Marmagne là một small village and commune in Bourgogne-Franche-Comté, Pháp, near Le Creusot. It is in Saône-et-Loire département, which is the most populated and largest département of Bourgogne.

## Thông tin nhân khẩu
Theo điều tra dân số năm 1999, xã này có dân số 1.329 người.
Dân số năm 2006 ước khoảng 1.278 người.